# Louis Dupraz (homme politique)
Pour les articles homonymes, voir Dupraz et Louis Dupraz.
Louis Dupraz, né le 4 mars 1896 à Romont et mort le 24 novembre 1982 à Fribourg, est une personnalité politique suisse, membre du Parti radical-démocratique.

## Sources
- Georges Andrey, John Clerc, Jean-Pierre Dorand et Nicolas Gex, Le Conseil d’État fribourgeois : 1848-2011 : son histoire, son organisation, ses membres, Fribourg, Éditions La Sarine, 2012, 143 p. (ISBN 978-2-88355-153-4, lire en ligne), p. 83 et 84
- Annuaire officiel.
- Journal de Genève (plusieurs numéros en janvier 1952).
- Site de la paroisse du Christ-Roi.